# NGC 6342
NGC 6342 (również GCL 61 lub ESO 587-SC6) – gromada kulista znajdująca się w gwiazdozbiorze Wężownika. Odkrył ją William Herschel 28 maja 1786 roku. Jest położona w odległości ok. 27,7 tys. lat świetlnych od Słońca oraz 5,5 tys. lat świetlnych od centrum Galaktyki.